# Boesenbergia armeniaca
Boesenbergia armeniaca là một loài thực vật có hoa trong họ Gừng. Loài này được Cowley mô tả khoa học đầu tiên năm 2000.